# ظاهرآباد (بردسکن)
ظاهرآباد نام روستایی از توابع بخش شهرآباد شهرستان بردسکن در استان خراسان رضوی است. این روستا در دهستان جلگه قرار دارد و براساس سرشماری عمومی نفوس و مسکن در سال ۱۳۹۵ جمعیت آن ۱٬۷۳۷ نفر (۵۲۵ خانوار) بوده است.